# Saulo Haarla
Saulo Haarla (21 de noviembre de 1930 – 4 de octubre de 1971) fue un actor y director teatral finlandés. 

## Biografía
Su nombre completo era Saulo Ismaro Haarla, y nació en Helsinki, Finlandia, siendo sus padres la actriz Tyyne Haarla y el escritor Lauri Haarla, y su tío el empresario Rafael Haarla. 
Haarla se graduó en la Academia de Teatro de la Universidad de las Artes de Helsinki en 1953, actuando después en el Kaupunginteatteri de Turku, en el Teatro de Tampere y en el Työväen Teatteri, también en Tampere. Algunas de las obras en las que participó fueron Colombe (de Jean Anouilh) y Daniel Hjort (de Josef Julius Wecksell). 
Haarla también trabajó como director en el departamento teatral de Yleisradio desde 1962 a 1965, y más adelante como segundo director y director en el Intimiteatteri. Entre sus emisiones de radioteatro se encuentran la obra de Friedrich von Schiller Los bandidos, Sadepäivän rapsodia (de Leo Kalervo) y Sahanpuruprinsessa (de Hella Wuolijoki). Trabajó por última vez como director en el Kaupunginteatteri de Oulu en 1970–1971, siendo su última obra representada Valtioviisas kannunvalaja, de Ludvig Holberg. 
Entre 1951 y 1961 Haarla actuó en siete películas finlandesas. Hizo sus papeles más conocidos en Hilja maitotyttö (1953) y Kaasua, komisario Palmu! (1961). Otro papel destacado fue el del Teniente Jalovaaraa en la cinta de Edvin Laine Tuntematon sotilas (1955). Esta última historia fue adaptada a la radio bajo su dirección, en una serie emitida en 1966–1967. 
Además de actor, Haarla era fotógrafo y jugador de balonmano, obteniendo con su equipo, el Unionille Suomen, el título de su país en 1957–1960 y 1964.
Haarla era alcohólico, y falleció en Oulu, Finlandia, en 1971, a los 40 años de edad. Fue enterrado en el Cementerio de Hietaniemi. Se había casado tres veces: en 1953–1960 con Helena Salonius, en 1961–1965 con Marjatta Kallio, y en 1965–1971 con Aune Haarla. Fueron hijos suyos la pianista Iro Haarla y el artista Teuri Haarla.

## Filmografía
- 1951 : Tukkijoella
- 1952 : Yö on pitkä
- 1953 : Hilja – maitotyttö
- 1954 : Oi, muistatkos...
- 1955 : Tuntematon sotilas
- 1957 : Pekka ja Pätkä sammakkomiehinä
- 1961 : Kaasua, komisario Palmu!